# Royalty-free
Royalty-free — вид лицензии, при котором плата за купленный продукт, в том числе технологию, производится только в момент покупки. В рамках этой лицензии отсутствуют дополнительные выплаты со стороны покупателя за каждое использование продукта (или выпуск каждой новой единицы продукции, если была куплена технология).

## Фотобанки
В области торговли фотографиями royalty-free-фотография может продаваться неограниченное количество раз. При продаже фотографии все права на изображения остаются у автора. Ему выплачивается фиксированный гонорар, который не может быть изменён в дальнейшем. Покупатель не несёт никаких дополнительных затрат.
Покупатель может использовать изображения по своему усмотрению.
Достоинства лицензии Royalty-free на примере фотобанка:
- Низкая стоимость фотографий. Обычно 1—5 USD.
- Большой выбор. Наиболее крупные фотобанки имеют в коллекции более 1 000 000 изображений.
- Простота покупки.
- Возможность использовать купленную фотографию неограниченное количество раз.
- В то же время срок безвозмездного использования никак не связан с защитой авторских прав.[1]

Недостатки:
- Отсутствие эксклюзивности у фотографии: изображение может быть куплено большим количеством людей.
- Ограничения на тираж и способы использования.